# کهن‌خویش گلوسرخ
کهن‌خویش گلوسرخ (نام علمی: Pseudalethe poliophrys) نام یک گونه از سرده کهن‌خویش‌نماها است.